# فرودگاه سمنان
فرودگاه شهدای سمنان فرودگاهی بین‌المللی با کد ایکائو OIIS است که در ۱۰ کیلومتری جادهٔ سمنان به مشهد قرار دارد.این فرودگاه در شهر سمنان به عنوان مرکز استان و  پرجمعیت ترین شهر استان واقع شده است.

## شرکت‌های هواپیمایی و مقصدهای پروازی
| شرکت‌های هواپیمایی | مقصدهای پروازی             |
| ----------------- | -------------------------- |
| ایران ایر         | مشهد (تعلیق شده) فصلی: نجف |